# ابراهیم‌حصاری
ابراهیم‌حصاری، کوی از توابع بخش مرکزی شهرستان چهاربرج در استان آذربایجان غربی ایران است.

## جمعیت
این روستا در دهستان مرحمت‌آباد شمالی قرار دارد و براساس سرشماری مرکز آمار ایران در سال ۱۳۸۵، جمعیت آن ۵۰۹ نفر (۱۳۸خانوار) بوده‌است.